# 江河镇
江河镇，是中华人民共和国青海省海西蒙古族藏族自治州天峻县下辖的一个乡镇级行政单位。

## 行政区划
江河镇下辖以下地区：
茶果尔牧委会、莫各拉牧委会、柔丹牧委会、舟东牧委会、结盛牧委会、索德牧委会、织合干木牧委会和赛尔创牧委会。